# Kerkwerve
Kerkwerve es una localidad del municipio de Schouwen-Duiveland, en la provincia de Zelanda (Países Bajos). Está situada unos 24 km al suroeste de Hellevoetsluis.
Tuvo municipio propio hasta su adhesión al de Middenschouwen en 1961.